# Mateusz Kowalczyk
Mateusz Kowalczyk (Chrzanów, 3 maggio 1987) è un ex tennista polacco.
Specialista del doppio, ha vinto un torneo del circuito maggiore allo Stuttgart Open nel 2014. Ha disputato altre due finali ATP, ha vinto diversi altri titoli nelle categorie minori e ha raggiunto il 77º posto del ranking ATP nel settembre 2013. In singolare non è andato oltre la 694º posizione del ranking ATP.

## Carriera
In coppia con il connazionale Tomasz Bednarek disputa la prima finale ATP al Serbia Open 2010, torneo con un montepremi di 450.000 dollari, e vengono sconfitti da Santiago González e Travis Rettenmaier con il punteggio di 7–6, 6-1.
Torna a disputare una finale del circuito maggiore nel 2013 allo Stuttgart Open, di nuovo con Bednarek, e cedono a Facundo Bagnis e Thomaz Bellucci per 9-11 nel set decisivo. Subito dopo Kowalczyk vince il suo unico match in carriera in una prova del Grande Slam al Torneo di Wimbledon 2013, e ancora con Bednarek viene eliminato al secondo turno.
Nel 2014 raggiunge la sua seconda finale consecutiva allo Stuttgart Open, questa volta assieme ad Artem Sitak, e vince il suo unico titolo ATP in carriera con il successo su Guillermo García López e Philipp Oswald per 2-6, 6-1, [10-7].

## Statistiche

### Doppio

#### Vittorie (1)
| Legenda                   |
| Grande Slam (0)           |
| ATP World Tour Finals (0) |
| ATP Masters 1000 (0)      |
| ATP World Tour 500 (0)    |
| ATP World Tour 250 (1)    |

| N. | Data           | Torneo                    | Superficie  | Compagno    | Avversari in finale                   | Punteggio        |
| 1. | 13 luglio 2014 | Stuttgart Open, Stoccarda | Terra rossa | Artem Sitak | Guillermo García López Philipp Oswald | 2-6, 6-1, [10-7] |

#### Finali Perse (2)
| Legenda                   |
| Grande Slam (0)           |
| ATP World Tour Finals (0) |
| ATP Masters 1000 (0)      |
| ATP World Tour 500 (0)    |
| ATP World Tour 250 (2)    |

| N. | Data           | Torneo                    | Superficie  | Compagno        | Avversari in finale                  | Punteggio        |
| 1. | 8 maggio 2010  | Serbia Open, Belgrado     | Terra rossa | Tomasz Bednarek | Santiago González Travis Rettenmaier | 6(6)-7, 1-6      |
| 1. | 14 luglio 2013 | Stuttgart Open, Stoccarda | Terra rossa | Tomasz Bednarek | Facundo Bagnis Thomaz Bellucci       | 6-2, 4-6, [9-11] |

### Tornei minori

#### Doppio

##### Vittorie (38)
| Legenda         |
| Challenger (20) |
| Futures (18)    |

| N.  | Data              | Torneo                                   | Superficie  | Compagno        | Avversari in finale                      | Punteggio           |
| 1.  | 22 giugno 2008    | Bytom Open, Bytom                        | Terra rossa | Marcin Gawron   | Raphael Durek Blazej Koniusz             | 6-4, 3-6, [10-7]    |
| 2.  | 20 settembre 2009 | Szczecin Open, Stettino                  | Terra rossa | Tomasz Bednarek | Aleksandr Dolhopolov Artem Smyrnov       | 6-3, 6-4            |
| 3.  | 11 ottobre 2009   | Open Tarragona Costa Daurada, Tarragona  | Terra rossa | Tomasz Bednarek | Flavio Cipolla Alessandro Motti          | 6-1, 6-1            |
| 4.  | 25 ottobre 2009   | Aberto de Florianópolis, Florianópolis   | Terra rossa | Tomasz Bednarek | Daniel Gimeno Traver Pere Riba           | 6-1, 6-4            |
| 5.  | 18 aprile 2010    | Rai Open, Roma                           | Terra rossa | Tomasz Bednarek | Jeff Coetzee Jesse Witten                | 6-4, 7–6(4)         |
| 6.  | 9 ottobre 2011    | Sicilia Classic, Palermo                 | Terra rossa | Tomasz Bednarek | Aljaksandr Bury Andrėj Vasileŭski        | 6-2, 6-4            |
| 7.  | 17 giugno 2012    | Kosice Open, Košice                      | Terra rossa | Tomasz Bednarek | Uladzimir Ihnacik Andrėj Vasileŭski      | 6-2, 5-7, [14-12]   |
| 8.  | 1 luglio 2012     | Marburg Open, Marburgo                   | Terra rossa | David Škoch     | Denis Mazukewitsch Miša Zverev           | 6-2, 6-1            |
| 9.  | 7 luglio 2012     | Braunschweig Open, Braunschweig          | Terra rossa | Tomasz Bednarek | Harri Heliövaara Denys Molčanov          | 7-5, 6(1)–7, [10-8] |
| 10. | 6 luglio 2013     | Braunschweig Open, Braunschweig          | Terra rossa | Tomasz Bednarek | Andreas Siljeström Igor Zelenay          | 6-2, 7–6(4)         |
| 11. | 17 maggio 2015    | Heilbronn Open, Heilbronn                | Terra rossa | Igor Zelenay    | Dominik Meffert Tim Pütz                 | 6-4, 6-3            |
| 12. | 12 giugno 2015    | TK Sparta Praga Challenger, Praga        | Terra rossa | Igor Zelenay    | Roberto Maytín Miguel Ángel Reyes Varela | 6-2, 7–6(5)         |
| 13. | 19 luglio 2015    | Poznań Open, Poznań                      | Terra rossa | Michail Elgin   | Julio Peralta Matt Seeberger             | 3-6, 6-3, [10-6]    |
| 14. | 4 ottobre 2015    | Due Ponti Challenger, Roma               | Terra rossa | Tomasz Bednarek | Íñigo Cervantes Mark Vervoort            | 6-2, 6-1            |
| 15. | 23 ottobre 2016   | Brest Challenger, Brest                  | Cemento     | Sander Arends   | Marco Chiudinelli Luca Vanni             | 6(2)–7, 6-3, [10-5] |
| 16. | 24 giugno 2017    | Poprad-Tatry ATP Challenger Tour, Poprad | Terra rossa | Andreas Mies    | Luca Margaroli Tristan-Samuel Weissborn  | 6-3, 7–6(3)         |
| 17. | 9 giugno 2018     | Poznań Open, Poznań                      | Terra rossa | Szymon Walków   | Attila Balázs Andrea Vavassori           | 7-5, 6(8)-7, [10-8] |
| 18. | 4 agosto 2018     | Polish Open Challenger, Sopot            | Terra rossa | Szymon Walków   | Ruben Gonzales Nathaniel Lammons         | 7-6(3), 6-3         |